# 맹자
맹자(중국어: 孟子, 병음: Mèngzǐ 멍쯔[*], 라틴어: Mencius 멩키우스[*], 기원전 372년?~기원전 289년?)는 공자의 사상을 이어 발전시킨 유학자이다.
전국 시대 추나라 사람으로 이름은 가(軻)이고, 자는 자여(子輿) 또는 자거(子車), 자거(子居), 자전(子展) 등이다. 어릴 때부터 공자를 숭상하고, 공자의 사상을 발전시켜 유학을 후세에 전하는 데 큰 영향을 끼쳤다.

## 생애
생몰 연대는 정확하지 않지만, 맹자는 공자가 죽고서 100년쯤 뒤 추(鄒) 나라, 즉 현 산둥성 쩌우청(山東省 鄒城) 지역에서 태어났다. 그러나 맹자는 원래 노(魯) 나라 환공(桓公)의 서장자(庶長子)인 경보(慶父,？－기원전 660년)의 후손이었다. 경보의 아들인 오(敖, ？－기원전 613년)에 이르러 가문을 새로이 세웠으며 맹(孟), 맹손(孟孫), 혹은 중손(仲孫) 씨로 불렸다. 기원전 408년 제(齊) 나라가 맹씨의 식읍(食邑)이었던 성성(郕城)을 공격하자 맹씨 일가는 흩어졌고 그 일부가 노 나라에서 추 나라로 흘러들어 갔다. 이러한 연유로 맹자가 추 나라에서 태어난 것이었다.

맹자가 활약한 시기는 대체로 기원전 4세기 전반기다. 맹자의 어머니 급(伋) 씨는 맹자를 훌륭하게 키우기 위해 세 번 이사를 했다는 맹모삼천지교(孟母三遷之敎)로 유명한데 이는 전한 시기의 학자 유향(劉向)이 지은 《열녀전(列女傳)》에 등장하면서 유명해진 일화이지만 사실로 보기 힘들다는 것이 중론이다.

맹자는 공자의 고향인 노나라로 가서 공자의 손자인 자사(子思, 기원전 483년? ~ 기원전 402년?)의 문하에서 육경을 배웠다. 자사의 계통은 공자의 경우에는 두드러지지 않았던 '천(天)'의 관념을 발전시키고 있었다.

제자백가 시대에 돌입한 당대에 묵자와 양주의 사상과 경쟁하며 유가 사상을 확립했다. 40세 이후에 인정(仁政)과 왕도정치를 주창하며 천하를 유람했다. 법가나 종횡가가 득세하는 세상과 타협하지 않았으며 은퇴했다. 60세 이후의 삶은 알려진 바가 없다.
한때 제나라에 체류했을 당시 그 인접국인 연나라에서 자지가 난을 일으킨 것을 제 선왕에게 보고하여 자지의 난을 진압하게 한 적도 있었다.

## 맹자의 사상
저서로 《맹자》가 있다. 《맹자》 7편은 만년의 저술이라고 하나 의문이며 실제로는 그의 제자들이 편찬한 것으로 봄이 옳을 것이다. 맹자의 사상은 하늘에 대한 숭경의 정념이라고 하겠다. 맹자는, 하늘은 인간을 포함한 만물을 낳고 그 피조물을 지배하는 영원불변의 법칙을 정해 이를 만물창조의 목적으로 삼았다고 파악했다. 그리고 이 하늘과의 관련으로 인간 본연의 모습을 고찰하고 있다. 피조물인 인간에게는 하늘의 법칙성이 내재하고 있으며 하늘이 정한 법칙의 달성이 피조물인 인간의 목적이라는 것이 맹자의 기본적 인간관인 것이다.
공자가 인(仁)이라 부르고 '예(禮)'를 실천하는 인간의 주체성에서 발견한 인간의 덕성(德性)을, 맹자는 인간이 갖추고 있는 하늘의 목적을 지닌 법칙성으로 생각하고 이를 인간의 본성이라 하여 인간의 본성은 선함을 주장하는 성선설(性善說)을 주장했던 것이다. 이와 같이 맹자는 은·주 이후의 전통적인 유산인 인간의 지각을 초월한 우주의 참된 실재자에 대한 숭경의 정조(情操)로 공자가 발견했던 인간의 실천적 계기를 종교적으로 기초를 닦았던 것이다.
맹자는 인간의 성은 선이라고 하는 주장을 증명하기 위해 인간의 마음에는 인(仁)·의(義)·예(禮)·지(智) 등 사덕(四德)의 사단(四端：싹)이 구비되어 있다고 했다. 여기서 말하는 인은 '측은(惻隱)의 마음' 혹은 '남의 어려운 처지를 그냥 보아넘길 수 없는 마음'이며, 의는 불의불선(不義不善)을 부끄럽게 알고 증오하는 '수오(羞惡)의 마음', 예는 사람에게 양보하는 '사양의 마음', 그리고 지는 옳고 그름을 판단하는 '시비(是非)의 마음'으로 설명되고 있다.
공자는 예를 실천하는 인간의 주체성을 '인'이라고 했으나 사단(四端)은 공자가 말하는 '인'의 세분화(細分化)라고 하겠다. 한편, 맹자는 '인이란 사람으로서의 덕'이라 하고 특히 그것이 위정자에 의해서 실현될 것을 강조하고 있다. 즉 공자의 사고방식을 계승하는 면도 있다. 또한 맹자가 말하는 의에는 수오(羞惡)의 마음이라는 의미 이외에, 개개의 예가 적절타당하기 위해서의 원리라는 뜻으로도 사용되고 있다. 바로 그가 '예의'라고 병칭(竝稱)하는 경우이다. 이 경우 맹자는 공자의 '인'을 다시 한번 깊이 고찰했다고 하겠다. 이상과 같이 공자와 맹자로는 용어법에도 차이가 있고 또한 맹자 자신의 용어법에도 일관성이 결여되는 경우가 있으나 개괄적으로 말한다면 맹자는 공자의 사상을 나름대로 발전시켰다고 말할 수 있겠다.
덕목(德目)의 정리라는 점에서는 '사단'설 외에 '오륜(五倫)'설이 유명하다. 이것은 인간관계를 다섯으로 정리한 것으로 '부자유친(父子有親)·군신유의(君臣有義)·부부유별(夫婦有別)·장유유서(長幼有序)·붕우유신(朋友有信)'이라고 한다. 맹자는 공자의 덕치주의 사상을 하늘이 만민을 낳고 그 통치자로서 유덕자(有德者)를 천자(天子)로 명한다는 <서경> 이후의 천명관(天命觀)으로 뒷받침했다. 하늘의 신앙에 의해 정치권력의 정통성에 기초를 주는 사상이다. 그리고 하늘의 의지는 민(民)의 소리와 천지의 제신(諸神)의 승인으로 알 수 있다 하여 민본주의(民本主義) 요소가 부가되었다.
맹자는 농사의 방해가 되는 노역이나 전쟁을 하지 않고 우선 민생(民生)의 안정을 꾀하며 이어 도덕교육을 행하여 인륜(人倫)의 길을 가르치면 천하의 사람들은 기뻐하여 심복하고 귀일한다는 것으로 이것이 옛날 성왕(聖王)들의 정치, 즉 '인정(仁政)'이며 '왕도(王道)'라고 했다. 이 주장이 맹자의 '왕도론'이며 그는 또한 <서경>에 강조되고 있는 은·주 교체기의 역성혁명(易姓革命) 사상을 확인하고 있다. 그의 논법은 민의(民意)를 배반하고 인의(仁義)에 어긋난 은나라 주왕은 이미 군주가 아니라 한 평민에 불과하다는 것이다. 그러므로 은나라 신하였던 주나라의 무왕은 필부(匹夫)인 주를 토벌한 것이지 군(君)을 시역(弑逆)한 것은 아니라는 격렬한 것이었다. 이 점에 바로 군신의 이상의 것으로서 천명(天命)이 설정되어 있다. 맹자는 정치적 원리로서의 하늘을 설명하지 않았던 공자보다 여기서 앞서고 있다. 맹자는 주나라 제후국 노나라 출신으로 은·주 교체기에 대한 그의 관점은 주나라 건국의 당위성을 강조하기 위한 부분이다. 민의를 배반하고 인의에 어긋났다는 것은 주관적인 해석으로, 왕이 부도덕하다고 게으르다고 생각하는 모든 신하들에게 쿠데타에 명분이 되는 논리로서, 맹자 스스로가 주장한 군신유의(君臣有義)에 위배된다. 맹자는 논리라면 주공단이 명분없이 섭정 할 때 은나라 후예 무경에게 주나라가 망했어야 정의로운 것이며, 역성혁명의 실현이다. 역성혁명 사상은 쿠데타 세력에게 자기 합리화의 길을 열어 주었다.
맹자는 공자의 사상을 계승하고 공자가 수립한 인간의 실천적 주체성이나 덕에 의한 정치라는 사고방식을 전통적인 하늘의 신앙과 결부시킴으로써 이를 발전시켰다. 성선설이나 왕도론에서 그 경위를 볼 수 있다. 그러나 맹자는 또한 5백년마다 성인이 출현한다고 하는 일종의 순환론적 역사관에 의거하여 공자의 정당성을 증명하려고 한다. 성인의 전형이라는 전설상의 제왕인 요·순부터 5백년쯤 지나 은의 탕왕이 나오고, 탕왕에서 5백년쯤 지나 주나라의 문왕, 문왕에서 5백년쯤 지나 공자가 나와서 선왕(先王)의 도(道)를 전했다는 것이다. 그리고 맹자 자신은 공자부터 당시까지 1백년쯤, 공자가 세상을 떠난 뒤부터는 아직 얼마 되지 않아서 자기는 공자의 길을 유지 확보하는 자로 위치가 정해져 있다는 것이다.

## 같이 보기
- 정이 (학자)
- 데이비드 흄
- 육구연
- 신창 맹씨
- 왕수인

## 참고 자료
- 성백효 역주, 《맹자집주》 (전통문화연구회, 1991) ISBN 89-85395-01-7
- 홍인표, 《맹자》 (서울대학교출판부, 1992) ISBN 89-7096-133-X
- 맹자 『맹자』 / 이혜경 pdf